# Calamus Publisher
Pour les articles homonymes, voir Calamus.
Calamus est un logiciel de mise en pages ou PAO développé principalement pour Atari ST et décliné sur Microsoft Windows et Mac OS. 
Calamus a été le premier logiciel de traitement de texte et de PAO utilisant le principe des fontes vectorielles. 
La première version de Calamus est apparue sur Atari ST le 1er juillet 1987. Très apprécié par les ataristes, il demeure la référence des logiciels de PAO sur cet ordinateur.
À la fin des années 1990, la publication informatique mensuelle ST Magazine est intégralement réalisée avec le logiciel Calamus.
Dans les années 2000, une version parallèle spécifique au système Mac OS X est développée sous le nom iCalamus.
Les versions majeures du logiciel sont généralement espacées de plusieurs années.
Une nouvelle version sort en 2015 pour les systèmes Atari, Mac OS, Mac OS X et Microsoft Windows.

## Récompenses
Calamus a reçu la récompense du Tilt d'or 1989 du meilleur logiciel de PAO pour ses performances impressionnantes et sa capacité à révolutionner le domaine de la PAO.